# ディラーナ・ジェンソン
ディラーナ・ジェンソン（Dylana Jenson, 1961年5月14日 - ）は、アメリカ合衆国のヴァイオリン奏者。
ロサンゼルスの生まれ。２歳10カ月でヴァイオリンを始め、マヌエル・コンピンスキーの薫陶を受ける。その後ナタン・ミルシテインやジョーゼフ・ギンゴールドの教えも受けた。８歳からコンサート活動を始め、13歳でニューヨーク・フィルハーモニックを含むアメリカ有数のオーケストラと共演した。1978年にはチャイコフスキー国際コンクールのヴァイオリン部門で第二位入賞を果たした。
1982年に指揮者のデヴィット・ロッキントンと結婚。この時、彼女が使用していた1737年製グァルネリ・デル・ジェスの名器を貸与元より返還するよう要求され、一時的にヴァイオリンを失うこととなった。その後、ヨーヨー・マを介してヴァイオリン制作家のサミュエル・ジグムントヴィッツと知己になり、1995年にジグムントヴィッツにヴァイオリンを制作してもらって演奏活動に復帰した。
現在はグランドバレー州立大学で教鞭をとりつつ演奏活動を継続している。